# Neastacilla levis
Neastacilla levis är en kräftdjursart som först beskrevs av Thomson och Anderton 1921.  Neastacilla levis ingår i släktet Neastacilla och familjen Arcturidae.
Artens utbredningsområde är havet kring Nya Zeeland. Inga underarter finns listade i Catalogue of Life.